# Matidia calcarata
Matidia calcarata là một loài nhện trong họ Clubionidae.
Loài này thuộc chi Matidia. Matidia calcarata được Tord Tamerlan Teodor Thorell miêu tả năm 1878.